# Europees kampioenschap voetbal vrouwen 2013 (kwalificatie) - Groep 3
In de kwalificatierondes voor het Europees kampioenschap voetbal vrouwen 2013 - Groep 3 werd door zes landen gestreden om één ticket voor het eindtoernooi. Tevens kon de nummer 2 zich kwalificeren voor play-offs waar alsnog een ticket te verdienen viel of, wanneer het de beste nummer 2 van de gehele kwalificatie bleek te zijn, kon het een rechtstreeks ticket voor het eindtoernooi krijgen.

## Stand
| Pos. | Land          | Wedstrijden | Wedstrijden | Wedstrijden | Wedstrijden | Doelpunten | Doelpunten | Doelpunten | Punten |
| ---- | ------------- | ----------- | ----------- | ----------- | ----------- | ---------- | ---------- | ---------- | ------ |
| Pos. | Land          | G           | W           | G           | V           | V          | T          | Saldo      | Punten |
| 1    | Noorwegen     | 10          | 8           | 0           | 2           | 35         | 9          | +26        | 24     |
| 2    | IJsland       | 10          | 7           | 1           | 2           | 28         | 4          | +24        | 22     |
| 3    | België        | 10          | 6           | 2           | 2           | 18         | 8          | +10        | 20     |
| 4    | Noord-Ierland | 10          | 3           | 2           | 5           | 12         | 15         | -3         | 11     |
| 5    | Hongarije     | 10          | 3           | 1           | 6           | 18         | 22         | -4         | 10     |
| 6    | Bulgarije     | 10          | 0           | 0           | 10          | 1          | 54         | -53        | 0      |

## Wedstrijden
NB: Alle tijden zijn in Midden-Europese Tijd.
|                   |                                                                            |         |           |                                                                   |
| 19 mei 2011 21.30 | IJsland                                                                    | 6 – 0   | Bulgarije | Laugardalsvöllur, Reykjavik Scheidsrechter: Floarea Ionescu (ROU) |
| 19 mei 2011 21.30 | Viðarsdóttir 6', 36', 72' (pen.), 90+2' Gunnarsdóttir 12' Magnúsdóttir 63' | Verslag |           | Laugardalsvöllur, Reykjavik Scheidsrechter: Floarea Ionescu (ROU) |

|                         |                             |       |             |                                                                        |
| 17 september 2011 16.00 | België                      | 2 – 1 | Hongarije   | Armand Melis Stadion, Dessel Scheidsrechter: Alexandra Ihringova (ENG) |
| 17 september 2011 16.00 | Wullaert 43' Demoustier 85' |       | 81' Jakabfi | Armand Melis Stadion, Dessel Scheidsrechter: Alexandra Ihringova (ENG) |

|                         |                                       |       |               |                                                                   |
| 17 september 2011 18.00 | IJsland                               | 3 – 1 | Noorwegen     | Laugardalsvöllur, Reykjavik Scheidsrechter: Kirsi Heikkinen (FIN) |
| 17 september 2011 18.00 | Magnúsdóttir 8', 32' Viðarsdóttir 15' |       | 70' Stensland | Laugardalsvöllur, Reykjavik Scheidsrechter: Kirsi Heikkinen (FIN) |

|                         |                                                       |       |           |                                                                   |
| 21 september 2011 16.30 | Noorwegen                                             | 6 – 0 | Hongarije | Nadderud Stadion, Oslo Scheidsrechter: Natalia Avdontsjenko (RUS) |
| 21 september 2011 16.30 | Andersen 23' Herlovsen 31', 62', 78' Lund 65' Ims 89' |       |           | Nadderud Stadion, Oslo Scheidsrechter: Natalia Avdontsjenko (RUS) |

|                         |         |       |        |                                                                  |
| 21 september 2011 21.30 | IJsland | 0 – 0 | België | Laugardalsvöllur, Reykjavik Scheidsrechter: Christine Beck (GER) |
| 21 september 2011 21.30 |         |       |        | Laugardalsvöllur, Reykjavik Scheidsrechter: Christine Beck (GER) |

|                       |           |                 |         |                                                         |
| 22 oktober 2011 14.00 | Hongarije | 0 – 1           | IJsland | Perutz Stadium, Pápa Scheidsrechter: Riem Hussein (GER) |
| 22 oktober 2011 14.00 |           | 68' Lárusdóttir |         | Perutz Stadium, Pápa Scheidsrechter: Riem Hussein (GER) |

|                       |           |              |               |                                                                  |
| 22 oktober 2011 15.00 | Bulgarije | 0 – 1        | Noord-Ierland | Lovech Stadium, Lovetsj Scheidsrechter: Gordana Kuzmanović (SRB) |
| 22 oktober 2011 15.00 |           | 10' Stephens |               | Lovech Stadium, Lovetsj Scheidsrechter: Gordana Kuzmanović (SRB) |

|                       |        |          |           |                                                                     |
| 26 oktober 2011 16.00 | België | 0 – 1    | Noorwegen | Armand Melis Stadion, Dessel Scheidsrechter: Kateryna Monzoel (UKR) |
| 26 oktober 2011 16.00 |        | 66' Lund |           | Armand Melis Stadion, Dessel Scheidsrechter: Kateryna Monzoel (UKR) |

|                       |               |                                     |         |                                                         |
| 26 oktober 2011 20.30 | Noord-Ierland | 0 – 2                               | IJsland | The Oval, Belfast Scheidsrechter: Carina Vitulano (ITA) |
| 26 oktober 2011 20.30 |               | 39' Magnúsdóttir 41' Brynjarsdóttir |         | The Oval, Belfast Scheidsrechter: Carina Vitulano (ITA) |

|                       |           |                                     |           |                                                             |
| 27 oktober 2011 15.00 | Bulgarije | 0 – 4                               | Hongarije | Lovech Stadium, Lovetsj Scheidsrechter: Betina Norman (DEN) |
| 27 oktober 2011 15.00 |           | 24' (pen.), 33' Vágó 36', 71' Sipos |           | Lovech Stadium, Lovetsj Scheidsrechter: Betina Norman (DEN) |

|                        |                                           |       |           |                                                                    |
| 19 november 2011 16.00 | België                                    | 5 – 0 | Bulgarije | Armand Melis Stadion, Dessel Scheidsrechter: Zuzana Kováčová (SVK) |
| 19 november 2011 16.00 | Zeler 5', 56' Wiard 14', 43' Van Gils 70' |       |           | Armand Melis Stadion, Dessel Scheidsrechter: Zuzana Kováčová (SVK) |

|                        |                                                        |       |               |                                                                  |
| 19 november 2011 20.30 | Noord-Ierland                                          | 3 – 1 | Noorwegen     | Mourneview Park, Lurgan Scheidsrechter: Florence Guillemin (FRA) |
| 19 november 2011 20.30 | McGuinness 17' Hutton 44' Furness 74' O'Hagan 55', 88' |       | 60' Herlovsen | Mourneview Park, Lurgan Scheidsrechter: Florence Guillemin (FRA) |

|                        |           |                |        |                                                                  |
| 23 november 2011 13.00 | Bulgarije | 0 – 1          | België | Lovech Stadium, Lovetsj Scheidsrechter: Stéphanie Frappart (FRA) |
| 23 november 2011 13.00 |           | 13' Demoustier |        | Lovech Stadium, Lovetsj Scheidsrechter: Stéphanie Frappart (FRA) |

|                        |                                |       |                       |                                                  |
| 23 november 2011 14.00 | Hongarije                      | 2 – 2 | Noord-Ierland         | Városi, Sopron Scheidsrechter: Ausra Kance (LTU) |
| 23 november 2011 14.00 | Hutton 76' (e.d.) Tálosi 90+2' |       | 32' Nelson 71' Hutton | Városi, Sopron Scheidsrechter: Ausra Kance (LTU) |

|                        |                        |       |                        |                                                                       |
| 15 februari 2012 20.00 | België                 | 2 – 2 | Noord-Ierland          | Armand Melis Stadion, Dessel Scheidsrechter: Sandra Braz Bastos (POR) |
| 15 februari 2012 20.00 | Zeler 44' Wullaert 53' |       | 51' O'Hagan 83' Nelson | Armand Melis Stadion, Dessel Scheidsrechter: Sandra Braz Bastos (POR) |

|                     |           |                                 |           |                                                           |
| 31 maart 2012 13.00 | Bulgarije | 0 – 3                           | Noorwegen | Lovech Stadium, Lovetsj Scheidsrechter: Ausra Kance (LTU) |
| 31 maart 2012 13.00 |           | 70' Tofte Ims 90', 90+4' Hansen |           | Lovech Stadium, Lovetsj Scheidsrechter: Ausra Kance (LTU) |

|                    |           |                                                         |           |                                                                   |
| 4 april 2012 17.00 | Hongarije | 0 – 5                                                   | Noorwegen | Széktöi Stadion, Kecskemét Scheidsrechter: Sofia Karagiorgi (CYP) |
| 4 april 2012 17.00 |           | 8' Pedersen 30' Tofte Ims 46', 64' Hansen 60' Stensland |           | Széktöi Stadion, Kecskemét Scheidsrechter: Sofia Karagiorgi (CYP) |

|                    |              |       |         |                                                                         |
| 4 april 2012 20.00 | België       | 1 – 0 | IJsland | Armand Melis Stadion, Dessel Scheidsrechter: Natalia Avdontsjenko (RUS) |
| 4 april 2012 20.00 | Wullaert 66' |       |         | Armand Melis Stadion, Dessel Scheidsrechter: Natalia Avdontsjenko (RUS) |

|                     |               |                   |           |                                                                     |
| 25 april 2012 20.30 | Noord-Ierland | 0 – 1             | Hongarije | Mourneview Park, Lurgan Scheidsrechter: Karolina Radzik-Johan (POL) |
| 25 april 2012 20.30 |               | 90+4' (pen.) Vágó |           | Mourneview Park, Lurgan Scheidsrechter: Karolina Radzik-Johan (POL) |

|                   |                                                        |       |                 |                                                        |
| 19 mei 2012 16.00 | Noord-Ierland                                          | 4 – 1 | Bulgarije       | Solitude, Belfast Scheidsrechter: Linn Andersson (SWE) |
| 19 mei 2012 16.00 | Magill 3' McGuinness 5' Kireva 44' (e.d.) Milligan 55' |       | 34' Gospodinova | Solitude, Belfast Scheidsrechter: Linn Andersson (SWE) |

|                    | |        |           |                                                                      |
| 16 juni 2012 14.30 | Noorwegen                                                                                               | 11 – 0 | Bulgarije | Sarpsborgstadion, Sarpsborg Scheidsrechter: Sandra Braz Bastos (POR) |
| 16 juni 2012 14.30 | Herlovsen 8', 12', 30', 43', 47' Mjelde 22', 34' Hansen 48' Pedersen 78' Knudsen 80' Nacheva 83' (e.d.) |        |           | Sarpsborgstadion, Sarpsborg Scheidsrechter: Sandra Braz Bastos (POR) |

|                    |                                             |       |           |                                                                      |
| 16 juni 2012 18.30 | IJsland                                     | 3 – 0 | Hongarije | Laugardalsvöllur, Reykjavik Scheidsrechter: Cristina Dorcioman (ROU) |
| 16 juni 2012 18.30 | Vidarsdóttir 7' Magnúsdóttir 42' Jessen 86' |       |           | Laugardalsvöllur, Reykjavik Scheidsrechter: Cristina Dorcioman (ROU) |

|                    |           |       |                                  |                                                                        |
| 20 juni 2012 17.00 | Hongarije | 1 – 3 | België                           | Rohonci Street Stadium, Szombathely Scheidsrechter: Tanja Schett (AUT) |
| 20 juni 2012 17.00 | Nagy 19'  |       | 13' Mermans 65' Cayman 77' Wiard | Rohonci Street Stadium, Szombathely Scheidsrechter: Tanja Schett (AUT) |

|                    |                          |       |               |                                                                       |
| 20 juni 2012 18.00 | Noorwegen                | 2 – 0 | Noord-Ierland | Sarpsborgstadion, Sarpsborg Scheidsrechter: Christine Baitinger (GER) |
| 20 juni 2012 18.00 | Mykjåland 77' Mjelde 86' |       |               | Sarpsborgstadion, Sarpsborg Scheidsrechter: Christine Baitinger (GER) |

|                    |           | |         |                                                             |
| 21 juni 2012 17.00 | Bulgarije | 0 – 10 | IJsland | Lovech Stadium, Lovetsj Scheidsrechter: Elia Martinez (ESP) |
| 21 juni 2012 17.00 |           | 10', 80' Jónsdóttir 29', 50' Gunnarsdóttir 36', 49' Vidarsdóttir 64' Brynjarsdóttir 67' Ómarsdóttir 70' Bjarnadóttir 73' Lárusdóttir |         | Lovech Stadium, Lovetsj Scheidsrechter: Elia Martinez (ESP) |

|                         |                                           |       |                        |                                                                 |
| 15 september 2012 14.30 | Noorwegen                                 | 3 – 2 | België                 | Sarpsborgstadion, Sarpsborg Scheidsrechter: Teodora Albon (ROE) |
| 15 september 2012 14.30 | Thorsnes 4' Herlovsen 50' Christensen 61' |       | 54' Wullaert 73' Wiard | Sarpsborgstadion, Sarpsborg Scheidsrechter: Teodora Albon (ROE) |

|                         |                                     |       |               |                                                                  |
| 15 september 2012 18:15 | IJsland                             | 2 – 0 | Noord-Ierland | Laugardalsvöllur, Reykjavik Scheidsrechter: Efthalia Mitsi (GRE) |
| 15 september 2012 18:15 | Magnúsdóttir 37' Friðriksdóttir 53' |       |               | Laugardalsvöllur, Reykjavik Scheidsrechter: Efthalia Mitsi (GRE) |

|                         |                         |       |                  |                                                               |
| 19 september 2012 18.00 | Noorwegen               | 2 – 1 | IJsland          | Ullevaalstadion, Oslo Scheidsrechter: Bibiana Steinhaus (GER) |
| 19 september 2012 18.00 | Mjelde 39' Thorsnes 42' |       | 66' Viðarsdóttir | Ullevaalstadion, Oslo Scheidsrechter: Bibiana Steinhaus (GER) |

|                         |                                                                        |       |           |                                                                   |
| 19 september 2012 19.30 | Hongarije                                                              | 9 – 0 | Bulgarije | Városistadion, Sopron Scheidsrechter: Hilal Tuba Tosun Ayer (TUR) |
| 19 september 2012 19.30 | Vágó 12' (pen.) 14' 52' 54' Sipos 37' Zágor 46' Rácz 73' 74' Pádár 76' |       |           | Városistadion, Sopron Scheidsrechter: Hilal Tuba Tosun Ayer (TUR) |

|                         |               |                      |        |                                                            |
| 19 september 2012 19.30 | Noord-Ierland | 0 – 2                | België | Windsor Park, Belfast Scheidsrechter: Esther Staubli (SUI) |
| 19 september 2012 19.30 |               | 77' Cayman 86' Zeler |        | Windsor Park, Belfast Scheidsrechter: Esther Staubli (SUI) |

Groep 1 · Groep 2 · Groep 3 · Groep 4 · Groep 5 · Groep 6 · Groep 7